# Gibboner
För andra betydelser av Gibbon, se Gibbon (olika betydelser).
Gibbonerna (Hylobatidae) är en familj i ordningen primater. Det finns fyra släkten (Hylobates, Hoolock, Nomascus och Symphalangus) med tillsammans omkring 15 arter. De väger 5–12 kg och är ca 45–90 cm långa. Gibboner är anpassade för ett liv i träden, med långa extremiteter och även i övrigt anatomi som medger mycket snabb förflyttning genom att svinga sig fram, upp till ca 55 km/h, och göra långa hopp, upp till 8 m. De är dock inte helt trädbundna, utan kan också gå upprätt. Dieten består i första hand av frukter, men kompletteras med löv och insekter. Gibboner finns i Sydostasien.

## Anatomi
Gibboner är smärt byggda djur, som lever i regnskogarnas träd och är utrustade med armar av en högst ovanlig längd. Fingrarna når till marken, även när djuret står fullkomligt upprätt. Dessa armar används på ett säreget sätt. För att komma fram genom skogen från träd till träd klättrar eller springer gibbonen inte som andra apor, utan den hänger i armarna, sätter kroppen i svängning, släpper därpå taget för att genom luften fara fram till nästa gren. När den däremot undantagsvis skall röra sig på marken, kan den gå upprätt, stödjande på hela fotsulan, utan att använda armarna, såsom andra apor gör. Denna armarnas utomordentliga längd utvecklas först efter fosterlivet.
Gibboner väger 5–12 kg, där Hylobates väger minst med 5–7 kg, Hoolock och Nomascus 7–10 kg samt siamang 10–12 kg.
Det första fingret ("tummen" respektive "stortån") är långt och separerad från de andra fingrarna/tårna med en djup klyfta. På siamangens fot har andra och tredje fingret/tån vuxit samman, vilket givit upphov till det vetenskapliga namnet (både Symphalangus och syndactylus betyder "hopvuxna fingrar", se även "syndaktyli").
Gibboner har likadan tanduppsättning som människor och människoapor, med tandformeln 2-1-2-3.

## Levnadssätt
Gibboner lever i monogama parförhållanden som varar i ett flertal år. En familjegrupp består av två vuxna individer och 1–3 ännu inte vuxna ungar.
Familjegruppen har ett eget territorium om 20–40 ha, som bevakas och försvaras mot andra grupper. Gibboner är så territoriellt beroende att de sällan flyttar även vid omfattande störningar, vilket gör dem extra känsliga för habitatförstöring.
Gibboner har ingen fast parningssäsong. Dräktigheten varar i ca 7 månader och resulterar normalt i endast en unge; tvillingfödslar är ovanliga. Den nyfödda ungen väger, beroende på släkte, 400–550 gram. Ungarna är avvanda vid 1½–2 års ålder. Gibboner bedöms bli könsmogna vid 6–9 års ålder i det fria, och enligt observationer redan vid 4–6 års ålder i djurparker.
I djurparker kan gibboner bli upp till 48 år gamla, medan livslängden i det fria uppskattas till mellan 25 och 35 år.
En karakteristisk egenskap för gibboner är att de "sjunger", vilket tros vara ett sätt att markera sitt territorium och/eller ett sätt att bekräfta samhörigheten mellan individerna i familjegruppen. Honan och hanen kan tillsammans ägna sig åt "duetter", där de omväxlande sjunger korta sekvenser eller enstaka noter. I synnerhet honorna har en speciell sekvens, "the great-call", som återkommer i stort sett oförändrad. En sådan duett kan vara ½–30 minuter, och innehålla 1–5 "great-calls".

## Status
Flertalet arter är sårbara eller starkt hotade, oftast till följd av förfall eller förlust av sina skogshabitat.

## Systematik

### Yttre systematik

Homo = Människa
Pan = Schimpanser
Gorilla = Gorillor
Pongo = Orangutanger
Hylobatidae = Gibboner

Gibboner tillhör överfamiljen Hominoidea, som ibland kallas för människoartade apor, och bildar systergruppen till familjen Hominidae, människoapor; uppdelningen beräknas ha skett för 15—18 miljoner år sedan.

### Inre systematik
Jämfört med människor, övriga människoapor och även andra däggdjur har gibbonernas genuppsättning genomgått relativt stora förändringar.
Där människans genuppsättning består av 46 kromosomer, och schimpansernas, gorillornas samt orangutangernas av 48, har gibbonsläktena:
- Nomascus: 52
- Symphalangus: 50
- Hoolock: 38
- Hylobates: 44

Uppdelningen av gibboner i fyra släkten är alltså genetiskt uppenbar. Hur släktena i sin tur skall uppdelas, och i vilken ordning släktena har uppstått från den "ursprungliga" gibbonförfadern har däremot ännu inte klart kunnat fastställas. Genetiska studier baserat på mitokondrie-DNA (mtDNA) har gett oklara resultat. En studie från 2005 antyder att släktet Hoolock (tidigare kallat Bunopithecus)
separerades först, följt av Nomascus, och att delningen mellan Hylobates och Symphalangus skulle vara den yngsta, men resultatet var inte helt entydigt.
En annan, genetiskt baserad, studie tyder på att Nomascus separerades ut först, därefter Symphalangus och sist skulle Hoolock och Hylobates ha separerats.

### Hybrider
Många gibboner är svåra att identifiera enbart på pälsens färger och artbestämning sker antingen efter sång eller genetik. Djurparker får ofta gibboner av okänt ursprung och förlitar sig på morfologiska skillnader som inte är ett tillförlitligt sätt att bestämma arter och underarter. De är därför vanligt att gibboner feltolkas och hålls tillsammans vilket leder till hybridisering i djurparker.

### Släkten och arter
Familjen gibboner delas i följande släkten, arter och underarter:
- Familj Hylobatidae: gibboner
  - Släkte Hylobates
    - Lar, vithandad gibbon[12] eller vanlig gibbon, Hylobates lar
      - Hylobates lar lar
      - Hylobates lar carpenteri
      - Hylobates lar entelloides
      - Hylobates lar vestitus
      - Hylobates lar yunnanensis

    - Svarthänt gibbon eller unkagibbon, Hylobates agilis
      - Hylobates agilis agilis
      - Hylobates agilis albibarbis
      - Hylobates agilis unko

    - Müllers gibbon, Hylobates muelleri
      - Hylobates muelleri muelleri
      - Hylobates muelleri abbotti
      - Hylobates muelleri funereus

    - Silvergibbon, Hylobates moloch
      - Hylobates moloch moloch
      - Hylobates moloch pongoalsoni

    - Långhårig gibbon, Hylobates pileatus
    - Kloss' gibbon eller Mentawaigibbon eller bilou, Hylobates klossii

  - Släkte Hoolock
    - Västlig hoolockgibbon, Hoolock hoolock
    - Östlig hoolockgibbon, Hoolock leuconedys

  - Släkte Symphalangus
    - Siamang, Symphalangus syndactylus

  - Släkte Nomascus
    - Svartkrönt gibbon, Nomascus concolor
      - Nomascus concolor concolor
      - Nomascus concolor lu
      - Nomascus concolor jingdongensis
      - Nomascus concolor furvogaster

    - Östlig svartkrönt gibbon, Nomascus nasutus
      - Nomascus nasutus nasutus
      - Nomascus nasutus hainanus (som Nomascus hainanus betecknad som egen art)

    - Nordlig vitkindad gibbon, Nomascus leucogenys
    - Sydlig vitkindad gibbon, Nomascus siki
    - Gulkindad gibbon, Nomascus gabriellae

### Övriga källor
- Introduction to the biology of gibbons or small apes (Hylobatidae) (del av Gibbon Research Lab.)
- Stanley Stamp's Gibbon Catalogue